# 燒蝕
燒蝕（ablation）（航天科学）或消融（医学）是經由汽化、切削、侵蝕作用，去除表面材料或物質，或局部毀損目標生物組織的過程或技術。
燒蝕材料的例子如下：包括太空船升空和返回時穿越大氣層、在冰川的冰和雪、藥物和被動防火保護等的生物組織材料。

這在太空物理學的重返大氣層時尤其重要。

## 太空物理學

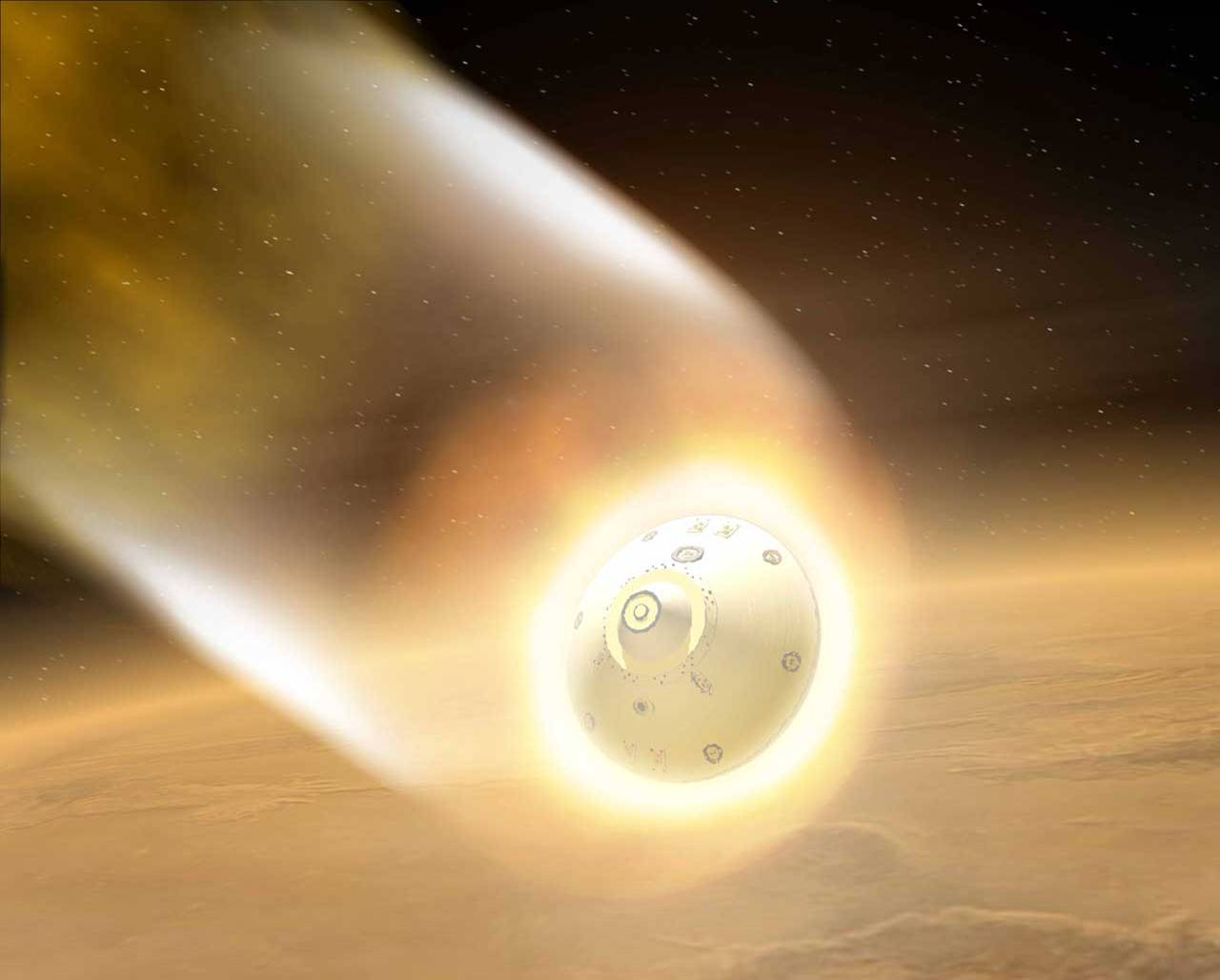
太空船返回球會產生極高的溫度。

在太空物理學中，研究防熱盾是一個重要的課題，防熱盾一種讓太空人與熱隔絕的屏障。當太空船返回地球是會壓縮前方大氣而產生極高的溫度，沒有防熱盾的太空船返回地球時會立刻燒毀。因此必須要研究遇熱燒熔很慢的物質。當太空船進入大氣層時，使表面會汽化，而且這汽化後的氣體會帶走大量的熱，讓防熱盾本身保持低溫，而不至於傷害裡面的太空人。

## 医学
在医学中，应用物理能量或化学物质，对病变组织或恶性肿瘤进行针对性局部毁损，使其凝固、坏死、汽化、炭化，且尽量不破坏邻近非靶点组织。